# Adventure (stacja telewizyjna)
Adventure  – polski kanał telewizyjny premium o tematyce dokumentalno-przygodowej i rozrywkowej. Nadawany jest przez firmę MWE Networks. Profil stacji skierowany jest głównie do mężczyzn.
Kanał nadaje audycje poświęcone łowiectwu, wędkarstwu, wspinaczce wysokogórskiej, podróżom, sportom ekstremalnym, dzikiej przyrodzie i męskim pasjom. W ramówce znajdują się również popularne programy typu docu-reality. Stacja nie przerywa programów reklamami.
Kanał rozpoczął nadawanie 1 września 2014 roku w dwóch wersjach - w standardowej (16:9 SD) i wysokiej rozdzielczości (Full HD). Jednak nadawca przygotowuje programy także w technologii 4K (Ultra HD). Stacja dostępna jest w prawie 100 sieciach kablowych (w tym m.in. UPC Polska, Multimedia Polska, Vectra, Inea i Toya), a w przekazie satelitarnym na wyłączność na platformie Platforma Canal+ i w Orange TV.

## Historia stacji
Początkowo przez krótki czas niekodowane testy kanału pod nazwą Adventure TV były prowadzone już we wrześniu 2012 roku z satelity Hot Bird 13°E. Na antenie stacji emitowane były wtedy magazyny, których producentem jest spółka Michał Winnicki Entertainment. Testy zostały jednak szybko zakończone, a nadawca nie ujawniał szczegółów związanych z tym projektem. W 2013 roku nadawca uruchomił muzyczno-rozrywkowy kanał Power TV, a projekt Adventure TV został przesunięty. W styczniu 2014 roku poinformowano, iż start Adventure TV planowany jest w 2014 roku, a miesiąc później zaprezentowano pierwsze logo stacji.
29 lipca 2014 roku Krajowa Rada Radiofonii i Telewizji wydała spółce Michał Winnicki Entertainment koncesję na nadawanie kanału Adventure (wcześniej zapowiadanego jako Adventure TV). W sierpniu 2014 roku zaprezentowano ostateczne logo stacji. Natomiast oficjalnie stacja rozpoczęła nadawanie 1 września 2014 roku.
10 kwietnia 2018 r. rozpoczęła działalność czeska filia Michał Winnicki Entertainment, której zadaniem zostało uruchomienie w Czechach oraz na Słowacji lokalnych wersji kanałów Power TV, Adventure HD i Top Kids.